# Iglesia de San Juan Bautista (Alcalá de Chivert)

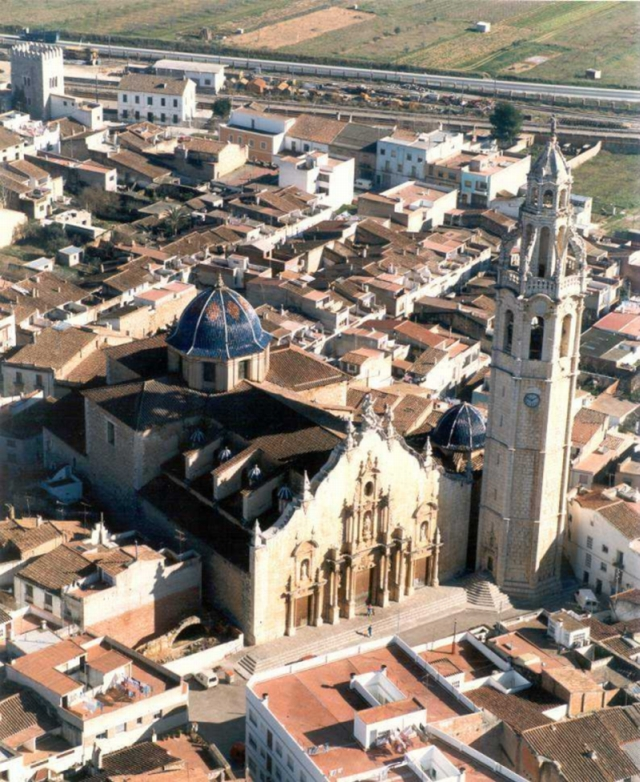
Vista aérea

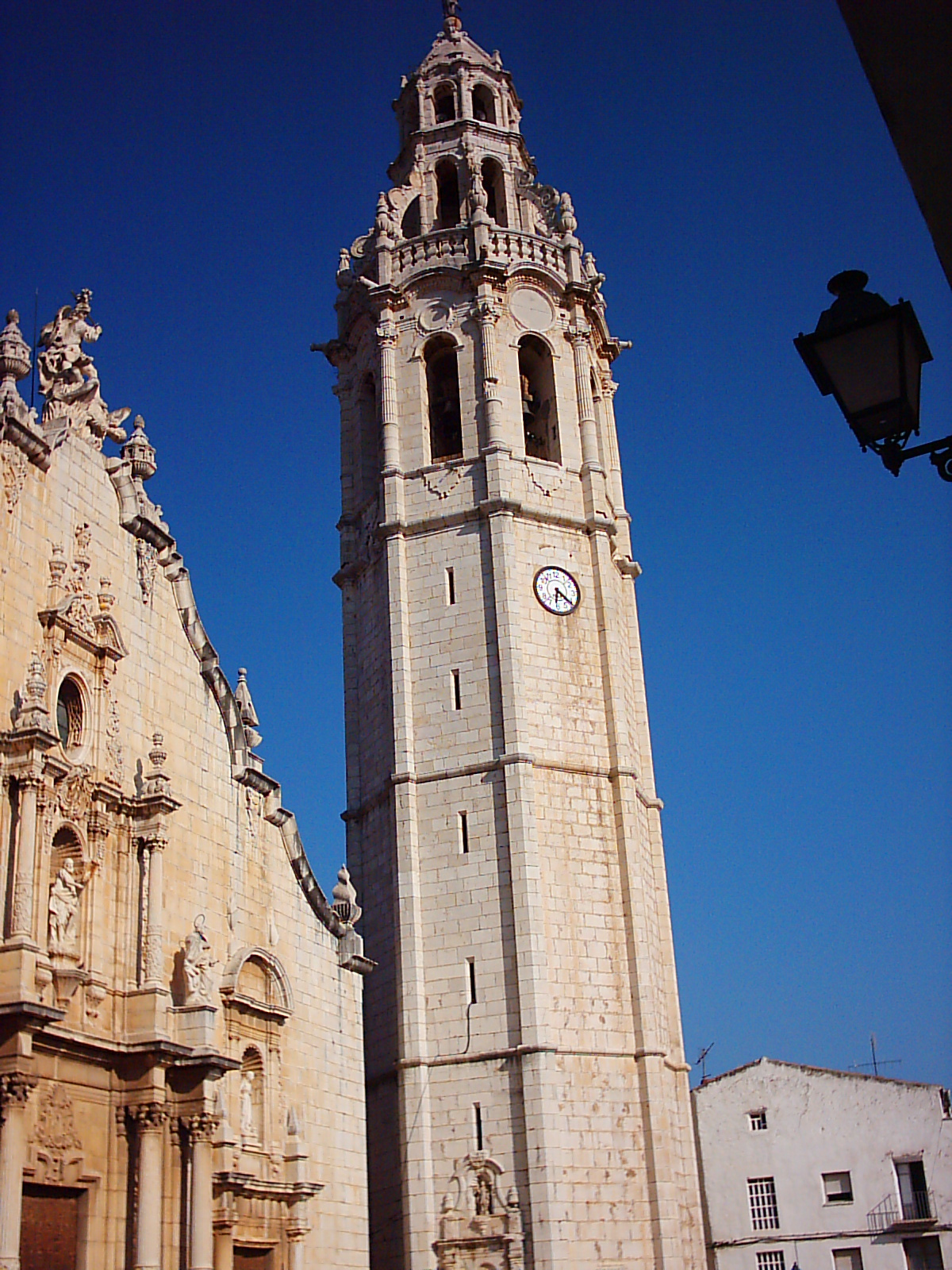
Campanario

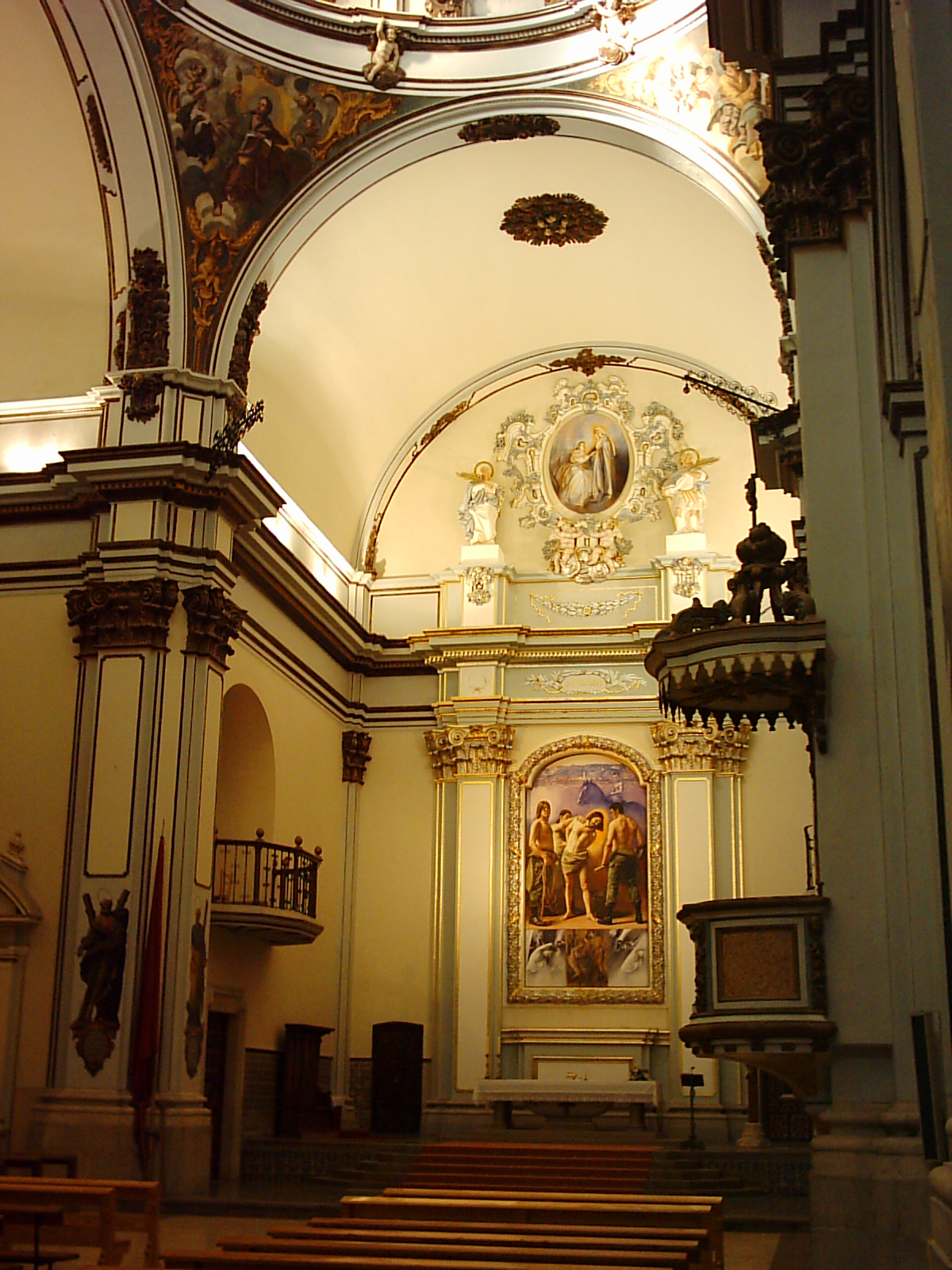
Interior

La iglesia de San Juan Bautista (en idioma valenciano Església Parroquial de Sant Joan Baptista) en el municipio de Alcalá de Chivert (Provincia de Castellón, España) es un edificio religioso construido en el siglo XVIII, de estilo barroco. En 1981 se inicia el expediente de declaración de la iglesia y torre-campanario como monumento histórico-artístico de carácter nacional. El 28 de septiembre de 2007 se reconoció el conjunto como bien de interés cultural, en la categoría de monumento.

## Historia
El 9 de mayo de 1585, el obispo de Tortosa, ante el deterioro de la bóveda, ordena su reconstrucción, y después de otras visitas pastorales insistiendo en el mismo, se contrata a Martín García de Mendoza, maestro mayor de la Catedral de Tortosa, para reformarla, lo que se lleva a cabo en el año 1610. En 1625 se refuerza el tejado, pero con todo ello, la carga de la nueva bóveda y del tejado provocan una inclinación de las paredes y aparecen grietas en los arcos, y para solucionar el problema se refuerzan las paredes y los estribos, pero la bóveda sigue amenazando ruina.
A principios del siglo XVIII, con el templo parroquial deteriorado e insuficiente para acoger a una feligresía en aumento, empieza a plantearse la construcción de un nuevo templo. En 1732 la corporación municipal manda revisar el templo y acuerda trasladar el sagrario de la capilla de la Comunión en el altar mayor de la iglesia, y poco después el obispo de Tortosa, Bartolomé Camacho y Madueño, enterado de la situación, manda trasladar el culto fuera la iglesia, primero a la Capilla de la Virgen de los Desamparados y después en la Casa de la Villa y, como aún el espacio era insuficiente para realizar los oficios religiosos, se decide la construcción de una iglesia provisional, que se finalizó el 25 de marzo de 1733.
Fue en 1734 cuando el consejo de la villa decidió realizar una nueva iglesia de grandes dimensiones. Para ello se celebró un concurso de proyectos del que se eligió el de José Herrero. La primera piedra se colocó el 9 de abril de 1736, pasando durante las obras diferentes maestros como Antonio Granja, concluyéndola Juan Barceló en 1766.
El 20 de junio de 1734 se decide hacer una nueva iglesia, eligiendo la Junta de fábrica y, entre los diversos proyectos presentados gana el maestro arquitecto José Herrero, de Valencia. La licitación de las obras queda en manos de Vicente Carbón y Francisco Garafulla. A finales de año es derruido el templo antiguo.
El 12 de marzo de 1736 comienzan las obras y la primera piedra se coloca el 9 de abril. Para realizar los capiteles y columnas se contrata el maestro cantero Antoni Grangel, para hacer las estatuas, a José Tomás, de Vistabella y, para pintar las pilastras de la nave central, a Julián Zaera. En 1745 se designa a Joan Barceló como maestro principal, quien terminó las obras en 1766.
El nuevo templo parroquial fue bendecido el 27 de agosto de 1766, aprovechando y agrandando las fiestas locales, con toros, fuegos artificiales y procesiones solemnes.
El 29 de mayo de 1783, en una Junta General de la población, se decide construir el Campanario y se nombra una Junta de fábrica. Los gastos se financiarán con el trigésimo. Las obras comienzan el 15 de agosto de 1784, cuando abran los fundamentos y, finalizan el 14 de junio de 1803, cuando se retiran andamio y la rueda del torno. El maestro de obras que diseña la torre y se encarga de la ejecución de la misma es Joan Barceló, quien proyectó otra torre en el otro extremo que no se llegó a realizar debido a la Guerra de la Independencia. A su muerte, le sucede Blas Teruel. La torre, a caballo entre el barroco y el neoclasicismo, supone un uso libre del clasicismo con componentes góticos, con una estética opuesta a la decoración interior de la misma iglesia, pero similar a la fachada.
Pascual Madoz detalla en el Diccionario geográfico-estadístico-histórico de España y sus posesiones de Ultramar (1849) una reseña del edificio y su articulación eleciástica que se detallan a continuación sin transcripción:

igl. parr. dedicada de S. Juan Bautista en su Degollación, (...) El edificio es de arquitectura moderna y de hermosa fachada con su torre, campanario de lujo y vistosa persperctiva. Sirven el culto un cura párroco con el nombre rector, 7 presbíteros beneficiados, y otros tantos enclaustrados. El curato es de la estinguida órden militar de Montesa llamados frailes de la Cruz. Antes de la esclaustracion hubo un conv. de frailes Franciscos, de los Descalzos de S. Juan de la Ribera, llamados también Pascualitos. [sic]
Pascual Madoz, Diccionario geográfico-estadístico-histórico de España y sus posesiones de Ultramar, Tomo I, pág 352

Durante la guerra civil, las ocho estatuas de la fachada de la iglesia y la imagen de Santa Bárbara que corona la puerta de ingreso al campanario, se destruyeron, y desde los años 60 se vuelven a colocar las imágenes, hasta terminar 1994. De 1988 hasta 1994 se procede a restaurar el cubrimiento pictórico mural del edificio: se restaura el Apostolado, se limpian y repintan las naves, se hace el construcción del retablo mayor, se decora la capilla del Sacramento y la hornacina del Niño Jesús. En 1996 se coloca el nuevo retablo mayor. Durante el año 2010 se han rehabilitado dos salas cerca del presbiterio, al lado del Evangelio, para ampliar el espacio museográfico de la parroquia.

## Descripción
En el casco antiguo de la población se encuentra esta iglesia, que sobresale visualmente del resto de edificaciones. La iglesia está construida en mampostería y sillería. Se trata de un edificio de tres naves longitudinales, con planta de cruz latina y con crucero. La nave principal esta cubierta con bóveda de cañón con lunetos, mientras que las laterales con cúpulas con lucernarios. El crucero cubre con bóveda de cañón, y la zona del presbiterio con cúpula sobre pechinas. El alzado interior se articula por pilastras de orden corintio y una amplia cornisa que recorre todo el templo. Las naves se separan por arcos de medio punto, siendo de mayor altura la central. 
Destacan la decoración a base de yeserías barrocas, y las pinturas de la bóveda con temas alegóricos y figurativos. Dispone de una interesante colección de arte mueble. 
La ornamentación interior está formada por diversas tallas, obra de Josep Tomàs, y un conjunto de pinturas, obra de Julián Zaera. Esta decoración se efectuó conjuntamente, en la década de los sesenta del siglo XVIII. Las tallas que adornan la iglesia son el conjunto rococó más notable del norte valenciano.Las pinturas de Zaera constituyen hoy en día el ciclo de pintura barroca más importante y completo del norte valenciano. En ellas hay movimiento sin exageración y en el caso del Apostolado un marcado claroscuro, todo enmarcado y sustentado por arquitecturas de estilo rococó. El contenido y la iconografía son barrocas.
Las pinturas murales son una exaltación religiosa. Los motivos representados en la nave central son el Apostolado y la Virgen. Las pechinas del crucero presentan a los evangelistas. En las naves laterales los motivos aluden a las advocaciones de las capillas. En la capilla de la Comunión se representa la Eucaristía y personajes y escenas relacionadas y los Padres de la iglesia latina. En el transagrario, la decoración pictórica cubre el techo de motivos relacionados con el triunfo de la Iglesia y la Eucaristía, tanto del Nuevo como del Antiguo Testamento.
Entre los contrafuertes se sitúan diversas capillas. El presbiterio es cuadrangular con cabecera recta, y a su alrededor se encuentran el transagrario, la sacristía y otras dependencias. A los pies de la nave, entrando por el primer tramo entre contrafuerte del lado de la Epístola, se encuentra la capilla de la Comunión, de planta de cruz griega con cúpula sobre el crucero.
La nave central del templo, el presbiterio y los brazos del transepto están cubiertos con bóveda de cañón, con lunetas para las ventanas la nave central. Las naves laterales, en sus cuatro tramos, están coronadas por cúpulas, sin tambor y con linternones. Sobre el crucero se alza una cúpula sobre un tambor con ocho anchos ventanales y sin linternón.
Esta iglesia es uno de los primeros templos donde aparece fijado definitivamente el modelo de planta claustral o criptolateral en la arquitectura valenciana barroca de mediados del XVIII. Se fija definitivamente la longitud de la nave en cuatro tramos, en las naves laterales desaparece cualquier separación entre los tramos copulados, el presbiterio recto mantiene las mismas proporciones que los brazos del transepto, y el crucero adapta su profundidad a las naves laterales. En el caso concreto de Alcalá, esta planta es una imitación casi exacta de la basílica romana dei Santi Ambrogio e Carlo al Corso.

### Fachada
El frontis está concebido como un gran muro liso de sillares, coronado por pináculos, culminados hasta la Guerra Civil con la monumental imagen del Arcángel San Miguel (repuesto en 1986). Posee estructura de retablo con tres puertas. Estas se disponen simétricamente y se corresponden con las tres naves interiores. La central es de tres pisos y las laterales de sólo dos.
La portada central presenta en el primer piso las imágenes de San José y San Vicente Ferrer. En el segundo piso destacan las imágenes de San Juan Bautista en el centro y las de San Acisclo y Santa Victoria a los lados y superpuesta a ellas en un tercer piso la gran ventana oval. Las portadas laterales presentan columnas toscanas adosadas en su nivel inferior y en el superior hornacinas con imágenes de San Benito y María Magdalena.
Al exterior destaca la potente fachada de perfil mixtilíneo rematada con florones y pirámides. La portada principal posee dos cuerpos, el inferior flanqueado por dos columnas a cada lado con hornacinas aveneradas entre ellas; el cuerpo superior separado por un ancho entablamento tiene un hornacina central. El remate es con un ventanal oval con una ornamentación abundante. Las portadas laterales son de menor tamaño, presentando dos cuerpos separados por un potente arquitrabe, y rematando con un frontón curvo. La fachada fue realizada por Antonio Granja y Juan Barceló.

### Museo
La mayoría de las piezas expuestas están reconocidas por catálogos especializados (Orfebrería y Sedas Valencianas Excmo. Ayuntamiento de Valencia, 1982). La sala del museo se sitúa en una amplia dependencia cuadrangular de la primera planta de la iglesia, sobre la sacristía. La procedencia de las obras de arte y objetos expuestos pertenecen al patrimonio de la propia iglesia parroquial y son los restos que se pudieron recuperar después de la Guerra Civil.

#### Orfebrería
- Cruz Procesional, obra de Agustín Roda (1636). Realizada en plata sobredorado, repujada y cincelada.[23]

- Custodia barroca (siglo XVII)

- Relicario (siglo XVII)

- Relicario barroco de San Benito

- Cáliz gótico (siglo XV) de plata sobredorado, cincelado y repujado con esmaltes traslúcidos.[23]

- Cáliz renacentista (primera mitad del siglo XVI) En plata sobredorado, burinado, cincelado y repujado.[23]

- Cáliz rococó de origen guatemalteco (siglo XVIII)

#### Pinturas en los lienzos del antiguo retablo mayor
- Bautismo de Jesús (Escuela de Ribalta)

- La degollación de San Juan Bautista (Escuela de Ribalta)

- La Anunciación (Escuela de Ribalta)

- La Asunción (Escuela de Ribalta)

- Santa Cena (Escuela de Ribalta)

- Santa Cena (atribuida a J. Espinosa)

- San Juan Bautista arrodillado (Escuela de Ribalta)

- Milagro de los panes y los peces (Escuela de Ribalta)

- David tocando el arpa (Vicente Guilló, 1692). Formaba parte de las puertas del órgano.[24]

- David tocando el arpa ante el Rey Saúl (Vicente Guilló, 1692). Formaba parte de las puertas del órgano.[24]

A comienzos del año 2011 se ha instalado en dos salas cerca del presbiterio una colección permanente con 62 bocetos realizados por Vicente Traver del retablo mayor, para mostrar y hacer comprensible el proceso creativo que siguió el pintor.

### Torre-campanario
Al campanario se accede mediante una puerta exterior adintelada enmarcada por pilastras, cuyas escaleras conducen a una puerta elevada flanqueada por la imagen de Santa Bárbara. La subida al cuerpo de campanas se hace mediante una escalera de caracol. 
La torre es de planta octogonal de 27 m de perímetro, alcanzando una altura de 68 m, lo que la sitúa entre las más altas de la Comunidad Valenciana. Su planta se refuerza con contrafuertes en los ocho ángulos, dividiéndose horizontalmente en cuatro cuerpos separados por sencillas cornisas. El último cuerpo, el del campanario, sustituye los contrafuertes por columnas compuestas. Este se abre a cada lado por alargados arcos de medio punto en los que se alojan las campanas. Sobre las ventanas destacan los medallones ovales que curvan el entablamiento y flexiona la balaustrada superior.
El cuerpo de campanas se corona con una profusa balaustrada de perímetro circular y a sus pies, recias gárgolas en forma de cañones. Destacan los arbotantes y pináculos. Sobre dicho cuerpo está el templete, obra de Blas Teruel. Se compone de dos cuerpos octogonales superpuestos con ventanas de medio punto y semicolumnas en los ángulos.
El remate superior está constituido por una vuelta octogonal lisa y una gran bola en la cima que sirve de base a la estatua de San Juan Bautista, obra del artista local José Bosch Martín. Fue colocada por el funambulista José Puertollano el 26 de octubre de 1901, como reposición del ángel de madera original destruido por un rayo en 1886. Durante 2008 y 2009 se rehabilita y consolida el remate del campanario. En una segunda fase, se rehabilitan las salas interiores y la escalera de caracol. Estas obras de mejora del campanario fueron inauguradas el 29 de agosto de 2009.

### Retablo
El retablo barroco del altar mayor de la iglesia sufrió daños irreparables durante la Guerra Civil. Los restos del mismo se pueden ver en el museo parroquial. En la actualidad se ubica un gran retablo concebido en tres partes y cuya temática es la decapitación de San Juan Bautista, obra del pintor Vicente Traver Calzada. En la parte superior se representa la visita de la madre de Dios a su prima Santa Isabel (madre de San Juan). En la parte central aparece representado una actualización del martirio de San Juan Bautista. La obra está traída al presente, de ahí la presencia de soldados con uniformes militares contemporáneos cumpliendo las órdenes dadas por un poder representado por el jinete situado en segundo plano.
Destaca el soldado situado a la izquierda del cuadro, mirando al espectador, como si demandara una intervención del mismo para evitar el martirio. En la parte inferior y a modo de tríptico, encontramos en los extremos una evocación de la danza de la princesa Salomé causante de la muerte del Bautista. En el central tenemos representado el bautismo de Jesús.